# 8743 Kèneke
8743 Kèneke là một tiểu hành tinh vành đai chính với chu kỳ quỹ đạo là 2858.44753343 ngày (7.87 năm).
Nó được phát hiện ngày 1 tháng 3 năm 1998.